# IC 3355
IC 3355 ist eine irreguläre Zwerggalaxie vom Hubble-Typ Im im Sternbild Jungfrau auf der Ekliptik. Sie ist schätzungsweise 16 Millionen Lichtjahre von der Milchstraße entfernt und hat einen Durchmesser von etwa >2.000 Lichtjahren. Die Galaxie ist unter der Katalognummer VCC 945 als Mitglied des Virgo-Galaxienhaufens gelistet.

Im selben Himmelsareal befinden sich u. a. die Galaxien NGC 4402, NGC 4406, NGC 4435, NGC 4438.
Das Objekt wurde am 17. November 1900 von Arnold Schwassmann entdeckt.